# Robert La Caze
Pour les articles homonymes, voir Caze.
Pas d'image ? Cliquez ici
Robert La Caze, né le 26 février 1917 à Paris et décédé le 1er juillet 2015 à Le Cannet, est un pilote de rallye franco-marocain, ayant remporté le Rallye du Maroc à deux reprises, à 13 ans d'écart.

## Palmarès
- Grand Prix de Tanger 1951, catégorie 1 600 cm3 (Simca Aronde) ;
- Grand Prix d'Agadir 1952 catégorie 1 000 cm3, sur Renault 4CV, 1953 ex æquo (même catégorie), et 1955 (même catégorie) sur Renault "Tank";
- 3 Heures de Safi 1953, sur Renault 4CV ;
- Grand Prix de Marrakesh 1954, catégorie 1 500 cm3 (Simca Aronde), et 1 000 cm3 (Renault "Tank") ;  
  - 2e du Grand Prix d'Agadir 1953 catégories 2L. (Lancia) et 1 100 cm3 (Renault 4CV) ;
  - 2e du Grand Prix d'Agadir 1954 catégorie 1 100 cm3 (Renault "Tank") ;
  - 3e du Grand Prix d'Agadir 1951 catégorie 750 cm3 (sur Renault 4CV) ;
  - 3e des 12 Heures de Casablanca: 1952 (avec Georges de Tudert), sur Delahaye 135CS ;
  - 4e du Tour de France automobile: 1959 (avec Kerguen), sur Porsche 356 Carrera ;
  - 8e Rallye du Maroc: 1954 (copilote "Grammatico"), sur Simca Aronde ;
  - 10e Rallye du Maroc: 1967 (copilote Raymond Ponnelle), sur Simca Aronde (pour le Maroc alors) ;
  - 1 participation au Grand Prix automobile du Maroc 1958, sur châssis Cooper T45 de Formule 2 (moteur Climax Straight-4), terminant 14e et 3e en classe F2 ;
  - 3 participations aux 24 Heures du Mans, en 1958 (avec Charles de Clareur, sur Gordini T15S du team Gordini), en 1959 (avec Jean Kerguen (de) sur Porsche 550 RS), et en 1960 (toujours avec Jean Kerguen sur Porsche 718 RS60/4).